# Léo Péricles
Leonardo Péricles Vieira Roque (Belo Horizonte, 26 de agosto de 1981), mais conhecido como Léo Péricles, é um político e ativista social brasileiro. É fundador e presidente nacional da Unidade Popular (UP), partido de extrema-esquerda.

## Biografia
Filho de Lourdes Rosária e Francisco Vieira, Leonardo nasceu em Belo Horizonte, mas cresceu na periferia de Contagem. Cursou técnico em eletrônica no Colégio Padre Eustáquio, onde era bolsista, durante o período do ensino médio. Em 2005 ingressou no curso de Biblioteconomia na Universidade Federal de Minas Gerais (UFMG), mas não concluiu. Também cursou técnico em mecânica, trabalhando com manutenção de máquinas. Enquanto cursava Biblioteconomia, se tornou presidente do Diretório Acadêmico do curso e também diretor da União Nacional dos Estudantes (UNE) entre 2009 e 2010.
Durante o ensino médio fundou a Associação Metropolitana dos Estudantes Secundaristas de Belo Horizonte (AMES-BH), sendo seu primeiro presidente, e também foi diretor mineiro da União Brasileira dos Estudantes Secundaristas (UBES). Durante a sua presidência, a militância conquistou o direito do passe livre para estudantes no município.
Em 2008 foi candidato a vereador pelo Partido Democrático Trabalhista (PDT) em Belo Horizonte, mas não conseguiu ser eleito.
Desde 2011 faz parte do Movimento de Luta nos Bairros, Vilas e Favelas (MLB) e atualmente, é um dos líderes nacionais do MLB. Também ajudou a organizar a União da Juventude Rebelião (UJR) em Minas Gerais.
Em 2012, passou a morar na Ocupação Eliana Silva, na região do Barreiro, onde conheceu Poliana Souza, com quem se casou e tem dois filhos. A família reside na mesma ocupação até hoje em dia.
Em 2013, participou das Jornadas de Junho, militando pela diminuição das tarifas do transporte público. Ele foi um dos líderes dos atos em Belo Horizonte.
A partir de 2014 passou a atuar como presidente nacional da Unidade Popular (UP), que obteve o registro partidário em dezembro de 2019, com cerca de 1,2 milhão de assinaturas.
Nas eleições municipais de 2020, a UP cogitou lançar Leonardo a prefeito de Belo Horizonte, mas optaram por concorrer como vice-prefeito da candidata Áurea Carolina (PSOL). A chapa ficou em 4.º lugar na disputa municipal, com 8,33% dos votos (103.115 votos).

### Candidatura a Presidência da República em 2022
Na convenção entre os dias 12 e 14 de novembro de 2021, foi aprovada, por unanimidade entre os delegados do partido, a pré-candidatura de Léo Péricles à Presidência da República em 2022.
No dia 24 de julho de 2022, foi escolhido pela UP para disputar a Presidência da República, tendo Samara Martins como candidata à vice-presidente. Entre as suas propostas, estava a convocação de uma nova constituinte para aumentar a representatividade do povo nos três poderes. Também se mostrou crítico a tecer alianças com partidos de centro e de direita. Entre outras propostas, estão a revogação do teto de gastos e as reformas trabalhista e previdenciária, reestatização de empresas que foram privatizadas, taxação de grandes fortunas, uma reforma urbana em prol da moradia, a diminuição da jornada de trabalho para 40 horas semanais sem a redução salarial, um plebiscito para suspender o pagamento da dívida pública e a punição de torturadores durante a ditadura militar brasileira. Seu patrimônio declarado foi o menor de todos os presidenciáveis, de apenas R$ 197,31.
Péricles recebeu 0,05% dos votos, ficando a frente de nomes como Sofia Manzano (PCB), Vera Lúcia (PSTU) e José Maria Eymael (DC). No segundo turno, apoiou a candidatura de Luiz Inácio Lula da Silva (PT).

## Desempenho eleitoral
| Ano  | Eleição                     | Cargo         | Partido | Votos         | %     | Resultado  | Ref.          |
| ---- | --------------------------- | ------------- | ------- | ------------- | ----- | ---------- | ------------- |
| 2008 | Municipal de Belo Horizonte | Vereador      | PDT     | 654 votos     | 0,05% | Suplente   | [ 9 ] [ 25 ]  |
| 2020 | Municipal de Belo Horizonte | Vice-prefeito | UP      | 103.115 votos | 8,33% | Não Eleito | [ 26 ] [ 27 ] |
| 2022 | Presidencial do Brasil      | Presidente    | UP      | 53.519        | 0,05% | Não Eleito | [ 28 ] [ 29 ] |